# Turgon, Charente
Turgon là một thị trấn thuộc tỉnh Charente trong vùng Nouvelle-Aquitaine tây nam nướctạo thành ranh giới phía tây thị trấn Pháp. Thị trấn nay có độ cao trung bình 180 mét trên mực nước biển.